# Saison 3 du Bureau des légendes
 (novembre 2018).
Si vous disposez d'ouvrages ou d'articles de référence ou si vous connaissez des sites web de qualité traitant du thème abordé ici, merci de compléter l'article en donnant les références utiles à sa vérifiabilité et en les liant à la section « Notes et références ».
Chronologie
Saison 2 Saison 4
Cet article présente les résumés des épisodes de la troisième saison de la série télévisée française Le Bureau des légendes.

## Résumé
Malotru (Guillaume Debailly) est détenu par Daech. La DGSE souhaite le récupérer, hésitant quant aux moyens à mettre en œuvre. Surtout, elle découvre qu'un officier supérieur de Daech, ancien officier de Saddam Hussein, pourrait servir de taupe au sein du mouvement terroriste. Récupérer son ancien agent ou recruter une taupe, tel est le dilemme.
De son côté, Phénomène (Marina Loiseau), de retour d'Iran, hésite à poursuivre ses activités au sein du bureau. Recrutée par hasard par le Mossad qui se fait passer pour la DGSE, elle consent à jouer le jeu, et part en mission à Bakou.
Nadia El Mansour rejoint la Commission européenne, où elle entend œuvrer activement pour la reconstruction de la Syrie, en instaurant un dialogue jusque-là inexistant entre les différents mouvements et factions qui y agissent.

## Distribution

### Acteurs principaux
- Mathieu Kassovitz : Guillaume Debailly dit « Malotru », otage français de Daesh, agent de la DGSE
- Jean-Pierre Darroussin : Henri Duflot (7 épisodes), directeur du bureau des légendes
- Léa Drucker : Laurène Balmes (3 épisodes), psychiatre
- Sara Giraudeau : Marina Loiseau (9 épisodes), agent clandestin de la DGSE
- Florence Loiret Caille : Marie-Jeanne Duthilleul, veilleuse et référente de Marina Loiseau

### Acteurs récurrents
- Artus : Jonas Maury (9 épisodes), analyste au bureau Syrie
- Jonathan Zaccaï : Raymond Sisteron (9 épisodes), agent du bureau des légendes
- Zineb Triki : Nadia El Mansour (8 épisodes), universitaire syrienne
- Pauline Étienne : Céline Delorme (8 épisodes), analyste au bureau Syrie
- Jules Sagot : Sylvain Ellenstein (8 épisodes), responsable technique du bureau des légendes
- Melisa Sözen : Esrin Guneï (« Escogriffe ») (7 épisodes), combattante kurde
- Andrea Dolente : Samuel Gendron (7 épisodes)
- Irina Muluile : Daisy Bappé[1], dite « La Mule ». (7 épisodes), agent de soutien logistique de la DGSE
- Laurent Lucas : Oron, l’agent du Mossad (7 épisodes)
- Mathieu Demy : Clément Migaud (7 épisodes), analyste au bureau Iran
- Patrick Ligardes : Marcel Gaingouin (6 épisodes), directeur des Opérations
- Mohammad Bakri : Ahmad Shahanah (5 épisodes)
- Gilles Cohen : colonel Marc Lauré dit « MAG » (5 épisodes), directeur du Renseignement
- Salim Daw : Ayman Ramadi (5 épisodes)
- Alba Gaïa Bellugi : Prune Debailly (4 épisodes), fille de Malotru
- Dominic Gould : Nathan Chehlaoui (4 épisodes)
- Zachary Baharov : Alexei Klebnikov (4 épisodes)

### Acteurs invités
- Victoire de Villepin : Claudia (épisodes 1 et 8)
- Driss Ramdi : Yacine (épisode 1)
- Werner Daehn : Vlad (épisode 1)
- Walid Ben Mabrouk : Abdallah (épisodes 2 à 4)
- Ghina Daou : Lely (épisodes 2 et 4)
- Hande Kodja : Caroline Coche (épisodes 3, 5 et 10)
- Bernard Le Coq : M. Debailly (épisodes 3 et 10)
- Amaury de Crayencour : Simon (épisodes 4, 9 et 10)
- Agnès Soral : la jeune femme psy (épisode 4)
- Aline Chaud : Mme Loiseau (épisodes 4 et 9)
- Philippe Lelièvre : Vincent, le collaborateur négociateur (épisode 5)
- Éric Fraticelli : Jean-Marc (épisodes 5, 6 et 8)
- Pierre-André Gilard : Jean-Jo (épisodes 5, 6 et 8)
- Marina de Van : Marjorie Brenner (épisodes 6, 7 et 10), analyste au bureau Israël
- Bassim Altyaeb : Miran (épisodes 6 et 7)
- Anas Khalaf : Jamal Brahim (épisodes 6 et 7)
- Élodie Navarre : Émilie Duflot (épisodes 5, 7 et 8)
- Albert Goldberg : Daniel (épisode 5)
- Antonia Malinova : Helena Chohraganli (épisodes 7 et 8)
- Patrice Quarteron : Joshua (épisodes 7 et 9)
- Hassan Zbib : Haytham Bijidi (épisode 7)
- Stefan Godin : Pierre de Lattre de Tassigny (épisodes 8 et 10), directeur général de la Sécurité extérieure
- Ismail El Fallahi : Seif el-Islam (épisode 8)
- Emilio Aniba : Driss El Libiun (épisode 8)
- Lior Benayoun : Arthur Duflot (épisode 8)
- Paul-Antoine Veillon : Tristan Garnier (épisode 9)

## Épisodes
| N° | titre      | Réalisation         | Scénario                             | Première diffusion | Audiences |
| --- | ---------- | ------------------- | ------------------------------------ | ------------------ | --------- |
| 21 | Épisode 1  | Samuel Collardey    | Éric Rochant, Camille de Castelnau   | 22 mai 2017        |           |
| Malotru est désormais otage de Daech. Il est transporté de camp en camp. Le bureau prépare la prise de contact avec ses ravisseurs, par l'intermédiaire d'un trafiquant syrien d'antiquités volées, Shahanah. Nadia accepte de le rencontrer, en contrepartie d'un poste à la Commission européenne. Phénomène est prise de crises d'angoisse et ne parvient pas à partir en mission en Russie. Sisteron, en Syrie, rejoint une unité franco-kurde, qui échoue à libérer Guillaume Debailly. Il découvre un document intéressant : un plan d'aiguillage de la SNCF, qui évoque un code secret qui permettrait de contacter un officier de Daesh : Cochise. |            |                     |                                      |                    |           |
| 22 | Épisode 2  | Samuel Collardey    | Éric Rochant, Camille de Castelnau   | 22 mai 2017        |           |
| Malotru arrive dans un camp où il est pris en charge par un colosse, qui s'avère être un agent du FSB. Il lui demande d'informer ses chefs de sa présence. Sisteron se lie avec une combattante kurde, Esrin Gunei. Dans une attaque, il lui sauve la vie. Duflot cherche à redonner le moral à Phénomène, sans succès. Cette dernière quitte la DGSE. Nadia el Mansour prend contact avec une émissaire de Daech. |            |                     |                                      |                    |           |
| 23 | Épisode 3  | Mathieu Demy        | Cécile Ducrocq, Camille de Castelnau | 29 mai 2017        |           |
| Guillaume Debailly, prisonnier, refuse de s'alimenter. Une vidéo est tournée où il tient le schéma d'aiguillage SNCF. Dans sa recherche d'emploi, Phénomène est approchée par un recruteur, qui s'avère être un agent du Mossad se faisant passer pour un agent de la DGSE. Sisteron visite son amie kurde, hospitalisée à Paris. Il la recrute pour la DGSE. Nadia rompt la relation avec le revendeur d'œuvres d'art volées, qui cherche à la compromettre dans ses trafics. Elle perd ainsi son contact avec Daech. L'agent russe infiltré chez Daech, blessé, communique avec ses chefs. Il remet à Malotru un coran, qui contient une puce électronique, pour identifier son lieu de détention. Guillaume Debailly reprend espoir. |            |                     |                                      |                    |           |
| 24 | Épisode 4  | Mathieu Demy        | Éric Rochant, Camille de Castelnau   | 29 mai 2017        |           |
| Henri Duflot privilégie la négociation pour récupérer Guillaume Debailly. Les Américains voudraient détruire le camp. Nadia reprend la négociation, après avoir parlé avec Prune Debailly. La DGSE souhaite recruter Cochise, l'ancien agent secret irakien. Le schéma d'aiguillage de la SNCF, transmis par le bureau pour contacter ce commandant de Daech s'avère fructueux. Cet officier supérieur souhaite faire défection. C'est Duflot qui part récupérer Cochise à la frontière entre la Syrie et l'Irak. Le Mossad demande à Marina de prononcer un discours lors d'une conférence en Azerbaïdjan. Impatient, Malotru provoque l'agent du FSB et le contraint à prendre la fuite avec lui. |            |                     |                                      |                    |           |
| 25 | Épisode 5  | Mathieu Demy        | Éric Rochant, Camille de Castelnau   | 5 juin 2017        |           |
| Shahanah, l'intermédiaire de Nadia, est assassiné, ce qui rompt le canal de négociation de la DGSE avec Daech. Duflot attend pour partir en Syrie. Marie-Jeanne prend la direction du bureau. Sisteron accueille son amie kurde à la DGSE. Elle fait partie de l'escorte de Duflot. Daech prend contact avec la DGSE pour continuer la négociation. La DGSE en déduit que Guillaume Debailly s'est évadé. Duflot fait son pot de départ. En Irak, une unité de commandos français infiltrés enquête. Malotru et l'agent du FSB marchent longuement vers la frontière. Devant le dernier barrage, l'agent du FSB est abattu. |            |                     |                                      |                    |           |
| 26 | Épisode 6  | Antoine Chevrollier | Cécile Ducrocq, Camille de Castelnau | 5 juin 2017        |           |
| Malotru s'échappe en restant caché sous un camion. Déshydraté, il s'approche d'une ferme, s'alimente et se cache. Puis il est accueilli par les fermiers, qui le dénoncent à Daech. Les militaires français clandestins qui le recherchent en informent la DGSE. Marina donne sa conférence à Bakou. Elle est invitée à travailler dans le centre de recherches sismologiques de Bakou, idéal pour une cyber attaque contre les centrales nucléaires iraniennes. La DGSE veille, car le Mossad est réputé pour sa dureté. Marina se prépare avec succès au détecteur de mensonge. Henri arrive en Irak, avec Sisteron et avec son escorte kurde, pour rencontrer l'officier déserteur dans un no-man's land. Un rival, également combattant de Daech, suit Cochise. |            |                     |                                      |                    |           |
| 27 | Épisode 7  | Hélier Cisterne     | Éric Rochant, Emmanuel Bourdieu      | 12 juin 2017       |           |
| La rencontre entre Henri Duflot (Socrate) et Cochise, l'officier supérieur de Daech, ancien officier de Saddam Hussein, a lieu. Duflot négocie et pose comme préalable à l'exfiltration de Cochise, la libération de Malotru. Henri est blessé par un autre officier de Daech et doit être soigné d'urgence. Hospitalisé à Istanbul, son état semble se stabiliser. Il meurt dans l'ambulance en route pour l'aéroport. Cochise retrouve Guillaume Debailly. Phénomène débute à Bakou. Un réseau informatique fermé pourrait permettre de saboter le programme nucléaire iranien. Pressée par la sécurité du centre, insomniaque, Marina éprouve de nouvelles crises d'angoisse ; elle tente de rentrer. Nadia échoue dans les négociations entre les différentes factions qui se battent en Syrie. Elle utilise Nadim el Bachir, l'ancien agent syrien et propose des informations à la DGSE. |            |                     |                                      |                    |           |
| 28 | Épisode 8  | Hélier Cisterne     | Éric Rochant, Camille de Castelnau   | 12 juin 2017       |           |
| Le corps d'Henri Duflot est rapatrié. Une cérémonie à huis clos se déroule à la DGSE. Phénomène reçoit une clé USB à remettre à sa responsable. La DGSE en fait une copie et détient le virus du Mossad. Par une astuce de Marina, la clé implante un virus dans l'un des ordinateurs du réseau de surveillance sismique qui dispose d'un accès aux centrales iraniennes. La DGSE et Cochise organisent la libération de Malotru, avec l'aide des Américains. Ils fournissent un drone d'attaque, en échange de la possibilité d'interroger Guillaume en premier, sur place, par le Docteur Balmes. Cette dernière manipule Raymond. Sauvé, Guillaume s'échappe du bateau où il était retenu. |            |                     |                                      |                    |           |
| 29 | Épisode 9  | Hélier Cisterne     | Éric Rochant                         | 19 juin 2017       |           |
| Avant de quitter la DGSE pour la Syrie, Guillaume s'était emparé de quatre faux passeports appartenant à des clandestins désactivés. Il s'en sert pour fuir du Liban, traverser l'Europe et revenir en France. Marie-Jeanne utilise Nadia et Prune pour le rechercher. Marina est démasquée par Oron (Snoopy, pour la DGSE) l'agent du Mossad qui se faisait passer pour un agent de la DGSE. Il l'enferme dans sa salle de bain. Grâce au code qu'elle a établi avec Simon, elle l'alerte. Guillaume prend contact avec sa fille, ainsi qu'avec Nadia. Marie-Jeanne espère bien le capturer. |            |                     |                                      |                    |           |
| 30 | Épisode 10 | Hélier Cisterne     | Éric Rochant                         | 19 juin 2017       |           |
| Oron appelle ses supérieurs du Mossad, qui envoient une équipe pour éliminer Marina. Simon, alerté par Marina, a mis sa chambre sur écoute. Marina trouve in extremis une idée : le bureau lui sauve la mise. Elle revient à Paris. Le Docteur Balmes apprend à Nadia que Guillaume a trahi la DGSE pour obtenir sa libération quand elle était en Syrie. Guillaume revoit son père ; il organise un entretien avec Nadia El Mansour. Marie-Jeanne intercepte la conversation et s'impose, avec la CIA et le directeur général de la DGSE, lors du rendez-vous. Nadia utilise alors le code des trois questions, établi avec Guillaume du temps où ils étaient en Syrie. Guillaume échappe au piège et rentre se cacher. |            |                     |                                      |                    |           |

## Production
Les scénaristes décident de tuer un personnage important de la série afin de montrer la dureté des missions auxquelles les personnages sont confrontés. Le choix portait sur Marina Loiseau ou Henri Duflot. Ce dernier fut finalement choisi.